# 오리온홀딩스
오리온홀딩스(영어: Orion Holdings Corp.)은 대한민국의 지주 회사이다. 오리온그룹의 계열사 및 주력 회사이며, 초코파이로 유명하다. 1934년 4월 13일에 설립되었으며, 본사는 서울특별시 용산구 백범로90다길 13(문배동)에 위치에 있다.
오리온그룹은 대한민국에서 1956년 동양제과공업(주)를 창립한 이래 제과를 중심으로 성장하였으며, 현재는 영화, 스포츠로 사업영역을 확대하여 종합엔터테인먼트 그룹으로 발전하였다. 하지만 쇼박스를 제외한 미디어 계열과 베니건스, 메가박스, 바이더웨이 등을 매각하였다. 최근에는 코레일유통, 고속도로 휴게소에서 많이 판매하고 있다. 또한 1987년에는 미국의 펩시코와 합작하여 오리온프리토레이를 설립하였으나, 2004년 11월에 펩시코의 지분을 전량 인수하여 결별하였다.

## 사업 영역
- 지주회사
  - 오리온홀딩스
- 제과
  - (주)오리온
  - 오리온농협[2]
- 미디어
  - 쇼박스
- 공익
  - 오리온재단

## 연혁
- 1934년 4월 - 경기도 경성부에서 풍국제과(주) 설립
- 1956년 7월 - 동양그룹 이양구 회장, 풍국제과(주) 인수
- 1956년 9월 - 풍국제과(주)에서 동양제과공업(주)로 상호 변경
- 1974년 4월 초코파이 생산을 시작하였다.
- 1986년 12월 - 동양제과공업(주)에서 동양제과(주)로 상호 변경
- 1987년 7월 - 미국 펩시코사와 합작하여 오리온프리토레이(주) 설립
- 1990년 6월 - 바이더웨이 설립
- 1995년 2월 - 미국 메트로미디어 레스토랑 그룹사의 베니건스와 프렌차이즈 계약 체결
- 1995년 12월 - 투니버스 개국
- 1995년 12월 - 오리온 중국법인 중국호려우식품유한공사(中國好麗友食品有限公司) 설립
- 1996년 3월 - 대구 오리온스 창단
- 1999년 6월 - 미디어플렉스 설립
- 1999년 - 로우 극장과 합작하여 메가박스 시네플렉스 설립
- 1999년 5월 - 대우로부터 케이블 영화채널 (구) DCN(대우시네마네트워크, Daewoo Cinema Network)을 인수 합병하여 OCN(오리온시네마네트워크, Orion Cinema Network) 설립
- 2000년 6월 - (구) 온미디어 (현) CJ ENM) 발족
- 2000년 7월 - (구) 온게임넷 (구) OGN 인수 매각 현 OP.GG
- 2001년 9월 - 동양그룹에서 계열분리된 16개의 계열사중 동양제과(주)를 중심으로 오리온그룹 출범. 담철곤 회장 취임.
- 2003년 8월 - 동양제과(주)에서 (주)오리온으로 상호 변경
- 2004년 11월 - 미국 펩시코와의 합작관계를 청산하고 오리온프리토레이(주)의 상호를 (주)오리온 스낵인터내셔널로 변경
- 2007년 - 메가박스 (현 중앙미디어네트워크 계열)를 호주 맥쿼리 펀드에 매각
- 2010년 - 오리온그룹 계열 (구) (주)온미디어, (주)롸이즈온을 CJ그룹과 바른손에 각각 매각
- 2011년 - 대구오리온스가 고양으로 연고지를 이전하여 고양오리온스로 개명
- 2013년 - 스포츠토토 사업자 박탈
- 2016년 오리온 이천공장에 제과 설비에서 과열이 되어 화재가 발생되었다.
- 2017년 6월 1일 (주)오리온에서 (주)오리온홀딩스로 상호를 변경하였다.
- 2017년 - 오리온이 오리온홀딩스와 오리온으로 기업분할
- 2018년 7월 18일 오리온과 NH농협 합작회사 오리온농협 밀양공장 준공